# Per Stureson
Per Stureson (ur. 22 marca 1948 roku) – szwedzki kierowca wyścigowy.
W 1985 roku został mistrzem DTM za kierownicą Volvo 240 Turbo (wystawionym przez IPS Motorsport). W kolejnych dwóch sezonach zajmował odpowiednio czwarte i szóste miejsce w klasyfikacji końcowej. W cyklu DTM startował do 1988 roku.
Po zakończeniu kariery objął funkcję szefa zespołu IPS Motorsport, w barwach którego startuje jego syn, Johan. Obecnie zespół występuje w STCC (Mistrzostwach Szwecji Samochodów Turystycznych).